# Christian Wilbrandt

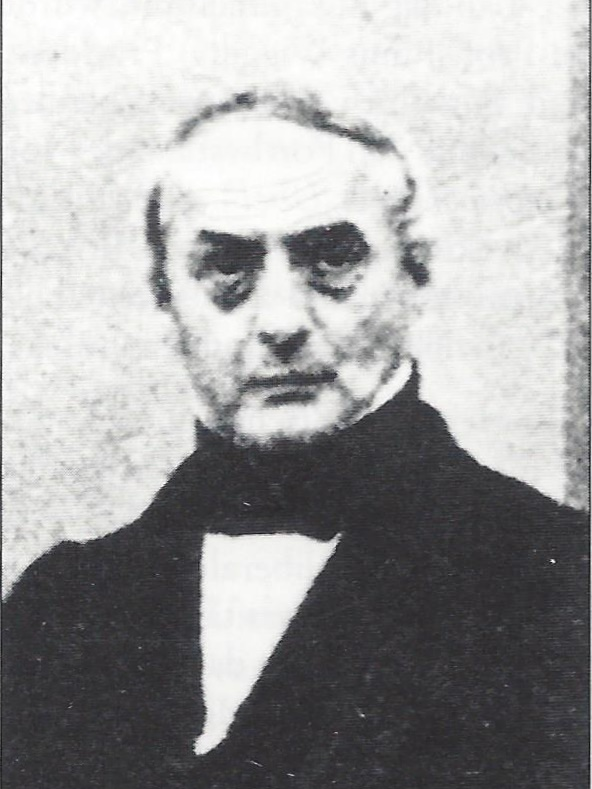
Christian Wilbrandt

Christian Wilbrandt (* 15. März 1801 in  Neuenkirchen; † 25. Juni 1867 in Doberan) war ein deutscher  Germanist und liberaler Politiker in Mecklenburg.

## Leben
Als Pastorensohn besuchte Wilbrandt das Fridericianum Schwerin. Nach dem Abitur studierte er Philosophie an der neuen  Friedrich-Wilhelms-Universität zu Berlin. 1823 wurde er Oberlehrer am Gymnasium in Heiligenstadt. Später kam er nach Schulpforta und 1828 an die Große Stadtschule Rostock.
Die Universität Rostock berief ihn 1837 als Professor für Ästhetik und neuere Literatur. 1839 gründete er das philosophisch-ästhetische Seminar. 1846–1848 war er Rektor der Universität.
Als Mitherausgeber der liberalen Mecklenburgischen Blätter gehörte er zur Reformbewegung im Vormärz. Bei der Wahl zur Mecklenburgischen Abgeordnetenversammlung im Oktober 1848 wurde er im Wahlkreis Mecklenburg-Schwerin 84: Speck zum Abgeordneten gewählt. Als Vizepräsident der Versammlung trat er mit seinen Rostocker Kollegen Karl Türk (Rechtsgeschichte) und Julius Wiggers (Theologie) für eine deutsche Republik ein. Wegen seiner Beteiligung an den  Deutschen Revolution 1848/49 wurde Wilbrandt am 7. Juli 1852 vom mecklenburg-schwerinschen Großherzog Friedrich Franz II. mit den Worten aus dem Universitätsdienst entlassen: „Ich entlasse Euch, da ihr Euch an den Bewegungen der neueren Zeit in ihren revolutionären Beziehungen lebhaft beteiligt habt … und der Jugend das verderblichste Beispiel gegeben habt.“ Im Mai 1853 folgten Verhaftung und Einlieferung in das Gefängnis Bützow. Im Rostocker Hochverratsprozess angeklagt, kam er erst 1855 gegen Zahlung einer Kaution aus der Untersuchungshaft frei.

## Werke
- Hildibraht und Hadhubraht: das Bruchstück eines altdeutschen Sagenliedes. Rectoratsprogramm, Rostock 1846